# Edwin Jessen
Carl Arnold Edwin Jessen, född den 1 januari 1833 i Randers, död den 14 maj 1921 i Köpenhamn, var en dansk språkforskare, sonson till Carl Wilhelm Jessen.
Jessen blev filosofie doktor 1862. Han var en originell och skarpsinnig forskarbegåvning, som i mångt och mycket gick sina egna vägar, ofta i stark och vass opposition mot auktoriteter och hävdvunna åsikter. Hans författarskap, mestadels tidskriftsartiklar, behandlar huvudsakligen nordisk språkhistoria, fonetik, litteratur och metrik. 
Bland dessa märks Nordisk Gudelære (1867), Der Ursprung der Edda-lieder (1867), Nyere Skrifter om Sprogs Oprindelse (1867), Dansk Grammatik (1891) och Dansk etymologisk Ordbog (1893), mycket knapp till formen med rik på intressanta om än ofta mycket djärva uppslag. Tidigare radikal i sin ortografi, hävdade Jessen senare på detta område rent reaktionära åsikter.